# Prenomi finlandesi
Questa voce raccoglie i prenomi tipici della lingua finlandese, con eventuali varianti e ipocoristici e alterazioni e l'equivalente in italiano (dove esiste).

## A
Maschili
| Nome         | Varianti      | Ipocoristici e alterazioni | Corrispondente italiano |
| ------------ | ------------- | -------------------------- | ----------------------- |
| Aabrahama    | Aapoa         |                            | Abramo                  |
| Aadolfa      | Aattoa, Aatua |                            | Adolfo                  |
| Aapelia      |               |                            | Abele                   |
| Aarnea       |               |                            |                         |
| Aatamia      | Aapoa         |                            | Adamo                   |
| Aatosa       |               |                            |                         |
| Ahtia        |               |                            |                         |
| Aimoa        |               |                            |                         |
| Akselia      |               |                            | Assalonne               |
| Aleksanteria |               | Alea, Samppaa              | Alessandro              |
| Aleksia      |               | Alea                       | Alessio                 |
| Alppertia    | Alttia        |                            | Alberto                 |
| Alvara       |               |                            | Alvaro                  |
| Anselmia     |               | Anssia                     | Anselmo                 |
| Anteroa      | Anttia, Teroa |                            | Andrea                  |
| Anttonia     | Antona        | Tonia                      | Antonio                 |
| Aria         |               |                            |                         |
| Armasa       |               |                            |                         |
| Armoa        |               |                            |                         |
| Artturia     |               | Arttua, Artoa              | Arturo                  |
| Arvoa        |               |                            |                         |
| Aukustia     |               | Akua, Kustia               | Augusto                 |
| Aulisa       |               |                            |                         |

Femminili
| Nome        | Varianti      | Ipocoristici e alterazioni                                                           | Corrispondente italiano |
| ----------- | ------------- | ------------------------------------------------------------------------------------ | ----------------------- |
| Aamua       |               |                                                                                      |                         |
| Adelea      |               | Adelinaa, Alinaa, Allia                                                              | Adele                   |
| Ainoa       | Ainaa         |                                                                                      |                         |
| Aliisaa     |               | Allia                                                                                | Alice                   |
| Amaliaa     |               |                                                                                      | Amalia                  |
| Amandaa     |               |                                                                                      | Amanda                  |
| Anitaa      |               |                                                                                      | Anita                   |
| Annaa       | Annea, Hannaa | Annia, Anua, Anniinaa, Anjaa, Annelia, Annikaa, Annikkia, Annukkaa, Hannelea, Niinaa | Anna                    |
| Anna-Liisaa |               |                                                                                      | Annalisa                |
| Ansaa       |               |                                                                                      |                         |
| Aunea       |               |                                                                                      | Agnese                  |
| Auroraa     |               |                                                                                      | Aurora                  |

## C
Maschili
Femminili
| Nome     | Varianti | Ipocoristici e alterazioni | Corrispondente italiano |
| -------- | -------- | -------------------------- | ----------------------- |
| Camillaa |          | Millaa                     | Camilla                 |
| Ceciliaa |          | Siljaa                     | Cecilia                 |

## D
Maschili
Femminili
| Nome     | Varianti | Ipocoristici e alterazioni | Corrispondente italiano |
| -------- | -------- | -------------------------- | ----------------------- |
| Doroteaa |          | Teaa, Teijaa, Tiiaa        | Dorotea                 |

## E
Maschili
| Nome    | Varianti                       | Ipocoristici e alterazioni | Corrispondente italiano |
| ------- | ------------------------------ | -------------------------- | ----------------------- |
| Edvarda | Eetua                          |                            | Edoardo                 |
| Edvina  |                                |                            | Edvino                  |
| Eelisa  | Eljasa, Eliasa                 |                            | Elia                    |
| Eemila  | Eemelia                        |                            | Emilio                  |
| Eerika  | Eerikkia, Erika, Eeroa, Erkkia |                            | Erico                   |
| Einoa   |                                |                            |                         |
| Ensioa  |                                |                            |                         |
| Ernoa   |                                |                            | Ernesto                 |
| Esaa    |                                |                            | Isaia                   |
| Eskoa   |                                |                            |                         |

Femminili
| Nome       | Varianti                          | Ipocoristici e alterazioni | Corrispondente italiano |
| ---------- | --------------------------------- | -------------------------- | ----------------------- |
| Eerikaa    | Erikaa                            |                            | Erica                   |
| Eevaa      | Eevia                             |                            | Eva                     |
| Eijaa      |                                   |                            |                         |
| Eleonooraa | Eleonoraa                         | Ellia                      | Eleonora                |
| Eliinaa    | Elinaa, Heleenaa, Helenaa, Ilonaa | Helia                      | Elena                   |
| Eliisaa    | Elisaa                            |                            | Elisa                   |
| Elisabeta  |                                   |                            | Elisabetta              |
| Elsaa      |                                   |                            | Elsa                    |
| Emiliaa    |                                   |                            | Emilia                  |
| Emmaa      |                                   |                            | Emma                    |
| Ennia      |                                   |                            |                         |
| Estera     | Esteria                           |                            | Ester                   |
| Eveliinaa  |                                   |                            | Evelina                 |

## F
Maschili
| Nome     | Varianti | Ipocoristici e alterazioni | Corrispondente italiano |
| -------- | -------- | -------------------------- | ----------------------- |
| Filipa   | Vilppua  |                            | Filippo                 |
| Fransa   | Ransu a  |                            | Francesco               |
| Fredrika |          |                            | Federico                |

Femminili
| Nome      | Varianti | Ipocoristici e alterazioni | Corrispondente italiano |
| --------- | -------- | -------------------------- | ----------------------- |
| Fannia    | Fannya   |                            |                         |
| Fredrikaa |          | Riikkaa, Riikaa            | Federica                |

## H
Maschili
| Nome      | Varianti        | Ipocoristici e alterazioni | Corrispondente italiano |
| --------- | --------------- | -------------------------- | ----------------------- |
| Henrikkia | Heikkia, Henria | Harria                     | Enrico                  |
| Heinoa    |                 |                            | Aimone                  |
| Hermannia |                 |                            | Ermanno                 |
| Esekiela  |                 |                            | Ezechiele               |

Femminili
| Nome       | Varianti | Ipocoristici e alterazioni | Corrispondente italiano |
| ---------- | -------- | -------------------------- | ----------------------- |
| Heidia     |          |                            |                         |
| Helkaa     | Lailaa   |                            | Elga                    |
| Helläa     |          |                            |                         |
| Henriikkaa | Hennaa   | Riikkaa, Riikaa            | Enrica                  |
| Hiljaa     |          |                            |                         |
| Hillevia   |          |                            |                         |

## I
Maschili
| Nome     | Varianti | Ipocoristici e alterazioni | Corrispondente italiano |
| -------- | -------- | -------------------------- | ----------------------- |
| Iisakkia |          | Iikkaa, Iiroa              | Isacco                  |
| Ilaria   |          | Laria                      | Ilario                  |
| Ilmari a |          |                            |                         |
| Intoa    |          |                            |                         |
| Ismoa    |          |                            | Ismaele                 |

Femminili
| Nome    | Varianti | Ipocoristici e alterazioni | Corrispondente italiano |
| ------- | -------- | -------------------------- | ----------------------- |
| Iidaa   |          |                            | Ida                     |
| Iinesa  |          |                            | Ines                    |
| Ilmaa   |          |                            |                         |
| Iltaa   |          |                            |                         |
| Impia   |          |                            |                         |
| Inkaa   |          |                            |                         |
| Inkeria |          |                            |                         |
| Irenea  | Irinaa   | Arjaa, Erjaa, Irjaa        | Irene                   |
| Irisa   |          |                            | Iris                    |
| Irmaa   |          |                            | Irma                    |

## J
Maschili
| Nome      | Varianti                                                                     | Ipocoristici e alterazioni | Corrispondente italiano   |
| --------- | ---------------------------------------------------------------------------- | -------------------------- | ------------------------- |
| Jaakkimaa | Joakima                                                                      | Akia, Kima, Kimia          | Gioacchino                |
| Jaakkoa   | Jaakkoppia                                                                   | Jaskaa                     | Giacomo, Giacobbe, Jacopo |
| Jalmaria  | Jaria                                                                        |                            |                           |
| Jaloa     |                                                                              |                            |                           |
| Jarmoa    | Jormaa, Jeremiasa                                                            | Jerea, Jarkkoa             | Geremia                   |
| Joela     |                                                                              |                            | Gioele                    |
| Johannesa | Jonia, Jania, Jannea, Jounia, Juhaa, Juhanaa, Juhania, Juhoa, Jukkaa, Jussia | Hannesa, Hannua            | Giovanni                  |
| Joonaa    | Joonasa                                                                      |                            | Giona                     |
| Jooseppia |                                                                              | Juusoa                     | Giuseppe                  |
| Joukoa    |                                                                              |                            |                           |
| Jyria     | Jyrkia, Yrjänäa, Yrjöa                                                       |                            | Giorgio                   |

Femminili
| Nome       | Varianti | Ipocoristici e alterazioni                        | Corrispondente italiano |
| ---------- | -------- | ------------------------------------------------- | ----------------------- |
| Johannaa   |          | Janinaa, Jennaa, Jennia, Jonnaa, Hannaa, Hannelea | Giovanna                |
| Josefiinaa |          |                                                   | Giuseppina              |
| Juliaa     |          |                                                   | Giulia                  |

## K
Maschili
| Nome        | Varianti         | Ipocoristici e alterazioni | Corrispondente italiano |
| ----------- | ---------------- | -------------------------- | ----------------------- |
| Kaaproa     | Kaapoa, Gabriela |                            | Gabriele                |
| Kaarloa     | Kaarlea, Karla   | Kallea                     | Carlo                   |
| Kaia        |                  |                            |                         |
| Kalevaa     | Kalevia          |                            |                         |
| Karia       |                  |                            | Macario                 |
| Kaukoa      |                  |                            |                         |
| Kimmoa      |                  |                            |                         |
| Kristiana   |                  |                            | Cristiano               |
| Kristoffera |                  | Ristoa                     | Cristoforo              |
| Kustaaa     | Kyöstia          | Kustia                     | Gustavo                 |

Femminili
| Nome       | Varianti        | Ipocoristici e alterazioni                                      | Corrispondente italiano |
| ---------- | --------------- | --------------------------------------------------------------- | ----------------------- |
| Karoliinaa |                 | Liinaa                                                          | Carolina                |
| Katariinaa | Kaarinaa        | Karina, Kataa, Katia, Katria, Katriinaa, Kaijaa, Kaisaa, Riinaa | Caterina                |
| Kerttua    |                 |                                                                 | Geltrude                |
| Kieloa     |                 |                                                                 |                         |
| Kiiraa     |                 |                                                                 | Cira                    |
| Kirsikkaa  |                 | Kirsia                                                          |                         |
| Kristiinaa | Kirstia, Kirsia | Kristaa, Stiinaa, Tiinaa                                        | Cristina                |
| Kukkaa     |                 |                                                                 |                         |
| Kyllikkia  |                 | Kyllia                                                          |                         |

## L
Maschili
| Nome     | Varianti               | Ipocoristici e alterazioni | Corrispondente italiano |
| -------- | ---------------------- | -------------------------- | ----------------------- |
| Larsa    | Lauria, Lassea, Lassia | Laria                      | Lorenzo                 |
| Leevia   |                        |                            | Levi                    |
| Lennarta |                        |                            | Leonardo                |
| Luukasa  |                        |                            | Luca                    |

Femminili
| Nome     | Varianti | Ipocoristici e alterazioni | Corrispondente italiano |
| -------- | -------- | -------------------------- | ----------------------- |
| Lahjaa   |          |                            |                         |
| Lauraa   |          |                            | Laura                   |
| Leaa     |          |                            | Lia                     |
| Leenaa   |          |                            | Lena                    |
| Lempia   |          |                            |                         |
| Liisaa   | Liisia   |                            | Lisa                    |
| Liljaa   | Lillia   |                            | Lilia                   |
| Lindaa   |          |                            | Linda                   |
|          |          | Lottaa                     | Carlotta                |
| Loviisaa |          |                            | Luisa                   |
| Lumia    |          |                            |                         |
| Lydiaa   | Lyydiaa  | Lyytia                     | Lidia                   |

## M
Maschili
| Nome    | Varianti        | Ipocoristici e alterazioni | Corrispondente italiano |
| ------- | --------------- | -------------------------- | ----------------------- |
| Mainioa |                 |                            |                         |
| Markkua | Markusa, Markoa |                            | Marco                   |
| Marttia | Martina         |                            | Martino                 |
| Matiasa |                 |                            | Mattia                  |
| Mattia  |                 |                            | Matteo                  |
| Maunoa  | Maunua          |                            | Magno                   |
| Mauria  |                 |                            | Maurizio                |
| Mikaela | Mikkoa          | Mikaa, Miskaa              | Michele                 |

Femminili
| Nome      | Varianti                              | Ipocoristici e alterazioni                       | Corrispondente italiano |
| --------- | ------------------------------------- | ------------------------------------------------ | ----------------------- |
| Maariaa   | Mariaa, Marjaa, Marjoa, Maria, Maijaa | Maritaa, Marittaa, Marjattaa, Marjuta, Marjukkaa | Maria                   |
| Maarikaa  | Marikaa                               |                                                  | Marica                  |
| Maarita   | Markettaa, Margareetaa, Margaretaa    |                                                  | Margherita              |
| Mariannea |                                       |                                                  | Marianna                |
| Marttaa   |                                       |                                                  | Marta                   |
| Matildaa  |                                       | Tildaa                                           | Matilde                 |
| Matleenaa | Magdalenaa                            | Malina                                           | Maddalena               |
| Meria     |                                       |                                                  |                         |
| Merjaa    |                                       |                                                  |                         |
| Miiaa     |                                       |                                                  | Mia                     |
| Mikaelaa  |                                       |                                                  | Michela                 |
| Minttua   |                                       |                                                  |                         |
| Mirjamia  | Mirjama, Mirjaa, Marjaanaa            | Jaanaa                                           | Miriam                  |

## N
Maschili
| Nome   | Varianti                  | Ipocoristici e alterazioni | Corrispondente italiano |
| ------ | ------------------------- | -------------------------- | ----------------------- |
| Niiloa | Niklasa, Nikoa, Nikolausa | Klausa, Launoa             | Nicola                  |
| Nooaa  |                           |                            | Noè                     |

Femminili
| Nome   | Varianti | Ipocoristici e alterazioni | Corrispondente italiano |
| ------ | -------- | -------------------------- | ----------------------- |
| Noomi  |          |                            | Noemi                   |
| Nooraa |          |                            | Nora                    |

## O
Maschili
| Nome    | Varianti | Ipocoristici e alterazioni | Corrispondente italiano |
| ------- | -------- | -------------------------- | ----------------------- |
| Oivaa   |          |                            |                         |
| Olavia  | Uolevia  | Ollia                      |                         |
| Olivera |          |                            | Oliviero                |
| Onnia   |          |                            |                         |
| Oskaria |          | Oskua                      | Oscar                   |
| Otsoa   |          |                            |                         |
| Ottoa   |          |                            | Oddone                  |

Femminili
| Nome     | Varianti | Ipocoristici e alterazioni | Corrispondente italiano |
| -------- | -------- | -------------------------- | ----------------------- |
| Oilia    |          |                            |                         |
| Oliviaa  |          |                            | Olivia                  |
| Oonaa    |          |                            |                         |
| Orvokkia |          |                            |                         |

## P
Maschili
| Nome    | Varianti                   | Ipocoristici e alterazioni | Corrispondente italiano |
| ------- | -------------------------- | -------------------------- | ----------------------- |
| Paavoa  | Paavalia, Paulia           |                            | Paolo                   |
| Pasia   |                            |                            | Basilio                 |
| Pekkaa  | Petria, Petteria, Pietaria |                            | Pietro                  |
| Penttia |                            |                            | Benedetto               |
| Perttia |                            |                            | Berto                   |
| Perttua |                            |                            | Bartolomeo              |
| Pyrya   |                            |                            |                         |

Femminili
| Nome     | Varianti  | Ipocoristici e alterazioni                | Corrispondente italiano |
| -------- | --------- | ----------------------------------------- | ----------------------- |
| Päiväa   | Päivia    |                                           |                         |
| Paulaa   |           | Pauliinaa                                 | Paola                   |
| Petraa   |           |                                           | Pietra                  |
| Piiaa    |           |                                           | Pia                     |
| Pilvia   |           |                                           |                         |
| Pinjaa   |           |                                           |                         |
| Pirittaa | Birgittaa | Pirjoa, Pirkkoa, Britaa, Priitaa, Riittaa | Brigida                 |

## R
Maschili
| Nome      | Varianti | Ipocoristici e alterazioni | Corrispondente italiano |
| --------- | -------- | -------------------------- | ----------------------- |
| Raimoa    | Reimaa   |                            | Raimondo                |
| Reinoa    |          |                            | Rinaldo                 |
| Rekoa     | Reijoa   |                            | Gregorio                |
| Rikharda  |          | Rikua                      | Riccardo                |
|           |          | Ronia                      | Girolamo                |
| Roopertia | Roopea   |                            | Roberto                 |
| Ruubena   |          |                            | Ruben                   |

Femminili
| Nome     | Varianti | Ipocoristici e alterazioni | Corrispondente italiano |
| -------- | -------- | -------------------------- | ----------------------- |
| Raakela  |          |                            | Rachele                 |
| Rauhaa   |          |                            |                         |
| Rebekkaa |          |                            | Rebecca                 |
| Reetaa   | Reettaa  |                            | Rita                    |
| Ritvaa   |          |                            |                         |

## S
Maschili
| Nome       | Varianti | Ipocoristici e alterazioni | Corrispondente italiano |
| ---------- | -------- | -------------------------- | ----------------------- |
| Sakaria    |          | Sakkea, Sakua              | Zaccaria                |
| Salomona   |          |                            | Salomone                |
| Sampoa     | Samppaa  |                            |                         |
| Samulia    | Samuela  | Samia, Samua, Samppaa      | Samuele                 |
| Santeria   | Santtua  |                            | Sandro                  |
| Saulia     |          |                            | Saul                    |
| Sebastiana |          | Sepia, Seppoa              | Sebastiano              |
| Seppoa     |          | Sepia                      |                         |
| Severia    |          |                            | Severo                  |
| Simoa      |          |                            | Simone                  |
| Sisua      |          |                            |                         |
| Soinia     |          |                            |                         |
| Suloa      |          |                            |                         |

Femminili
| Nome     | Varianti | Ipocoristici e alterazioni | Corrispondente italiano |
| -------- | -------- | -------------------------- | ----------------------- |
| Sädea    |          |                            |                         |
| Sandraa  |          |                            | Sandra                  |
| Saria    |          | Sallia, Saijaa             | Sara                    |
| Satua    |          |                            |                         |
| Seijaa   |          |                            |                         |
| Senjaa   |          |                            | Xania                   |
| Sigrida  |          | Siiria                     |                         |
| Sinia    | Sinikkaa |                            |                         |
| Sirpaa   |          |                            |                         |
| Siskoa   |          |                            |                         |
| Sohvia   | Sofiaa   |                            | Sofia                   |
| Sonjaa   |          |                            | Sonia                   |
| Suomaa   |          |                            |                         |
| Susannaa |          |                            | Susanna                 |
| Suvia    |          |                            |                         |
| Sylvia   |          |                            |                         |
| Sylviaa  |          |                            | Silvia                  |

## T
Maschili
| Nome    | Varianti       | Ipocoristici e alterazioni | Corrispondente italiano |
| ------- | -------------- | -------------------------- | ----------------------- |
| Taavia  | Taavettia      |                            | Davide                  |
| Taistoa |                |                            |                         |
| Tanelia |                | Tatua                      | Daniele                 |
| Tapania | Teppoa, Tahvoa |                            | Stefano                 |
| Tapioa  |                |                            |                         |
| Tarmoa  |                |                            |                         |
| Taunoa  |                |                            |                         |
| Teemua  |                |                            | Nicodemo                |
| Terhoa  |                |                            |                         |
|         |                | Teuvoa                     | Teodoro                 |
| Tiitusa |                |                            | Tito                    |
| Timoa   |                |                            | Timoteo                 |
| Toivoa  |                |                            |                         |
| Topiasa |                | Topia                      | Tobia                   |
| Tuomasa | Tuomoa         | Tomia, Tommia              | Tommaso                 |
| Torstia |                |                            |                         |

Femminili
| Nome     | Varianti | Ipocoristici e alterazioni | Corrispondente italiano |
| -------- | -------- | -------------------------- | ----------------------- |
| Tähtia   |          |                            |                         |
| Taikaa   |          |                            |                         |
| Taimia   |          |                            |                         |
| Tarjaa   |          |                            | Daria                   |
| Tarua    |          |                            |                         |
| Tatianaa | Tatjanaa | Tanjaa, Tainaa             | Tatiana                 |
| Teresaa  |          |                            | Teresa                  |
| Terhia   |          |                            |                         |
| Terttua  |          |                            |                         |
| Toinia   |          |                            | Antonia                 |
| Tuijaa   |          |                            |                         |
| Tuulia   | Tuulaa   | Tuulikkia                  |                         |
| Tyynea   |          |                            |                         |

## U
Maschili
| Nome  | Varianti | Ipocoristici e alterazioni | Corrispondente italiano |
| ----- | -------- | -------------------------- | ----------------------- |
| Ukkoa |          |                            |                         |
| Urhoa |          |                            |                         |
| Uskoa |          |                            |                         |

Femminili
| Nome      | Varianti | Ipocoristici e alterazioni | Corrispondente italiano |
| --------- | -------- | -------------------------- | ----------------------- |
| Ulriikkaa | Ulrikaa  | Ullaa                      | Ulrica                  |
| Ursulaa   |          |                            | Orsola                  |

## V
Maschili
| Nome      | Varianti | Ipocoristici e alterazioni | Corrispondente italiano |
| --------- | -------- | -------------------------- | ----------------------- |
| Väinöa    |          |                            |                         |
| Valdemara |          | Valtoa                     | Valdemaro               |
| Valtteria |          |                            | Gualtiero               |
| Velia     |          | Veikkoa                    |                         |
| Vesaa     |          |                            |                         |
| Vienoa    |          |                            |                         |
| Vilhelmia | Viljamia | Vilhoa, Viljoa, Villea     | Guglielmo               |
| Voittoa   |          |                            | Vittorio                |

Femminili
| Nome         | Varianti    | Ipocoristici e alterazioni     | Corrispondente italiano |
| ------------ | ----------- | ------------------------------ | ----------------------- |
| Valpuria     |             | Vappua                         | Valpurga                |
| Vanamoa      |             |                                |                         |
| Varpua       |             |                                |                         |
| Veeraa       |             |                                | Vera                    |
| Venlaa       |             |                                |                         |
| Vienoa       |             |                                |                         |
| Viivia       |             |                                | Viviana                 |
| Vilhelmiinaa | Vilhelminaa | Helmia, Miinaa, Minnaa, Mimmia | Guglielmina             |
| Vilmaa       |             |                                | Wilma                   |
| Virvaa       |             |                                |                         |
| Vuokkoa      |             |                                |                         |